# Toshio Murashige
Toshio Murashige (Kapoho, Hawaii, 1930) è un botanico giapponese, studioso di fisiologia vegetale.
Professore emerito di biologia vegetale alla Università di California Riverside.
Studente di dottorato di Folke K. Skoog nel 1962, durante la ricerca per un regolatore di crescita delle piante, mise a punto il terreno di Murashige e Skoog, il mezzo ancora oggi più usato nel campo delle colture in vitro di cellule vegetali.